# Erwin Anders
Erwin Anders (* 8. September 1908; † 30. Juni 1972 in Potsdam) war ein deutscher Kameramann.

## Leben
Anders absolvierte von 1922 bis 1926 eine Ausbildung zum Feinmechaniker. Anschließend begann er, als Fotolaborant bei Zeiss-Ikon in Dresden zu arbeiten. In Dresden ließ er sich ab 1928 an der Techniker-Schule ausbilden und beendete seine Lehrzeit 1930. Von 1933 bis 1945 leitete er das Filmatelier von Zeiss-Ikon und war anschließend von 1946 bis 1951 als Kameramann bei der DEFA-Produktion Sachsen in Dresden tätig. Von 1955 bis zu seinem Tod 1972 arbeitete er als Kameramann im DEFA-Studio für Spielfilme in Potsdam-Babelsberg sowie für den Deutschen Fernsehfunk. Zu seinen Mentoren zählte unter anderem Karl Plintzner.
Anders drehte zahlreiche satirische Kurzfilme der Reihe Das Stacheltier. Ein einziges Mal führte Anders zudem Regie: Gemeinsam mit Christoph Engel entstand 1960 der Kinderfilm Das Zaubermännchen.

## Filmografie
- 1951: Freundschaft siegt
- 1954: Geschichte einer Straße
- 1955: Star mit fremden Federn
- 1955: Das Stacheltier: Hoch die Tassen (Kurzfilm)
- 1956: Besondere Kennzeichen: keine
- 1956: Treffpunkt Aimée
- 1957: Tinko
- 1957: Vergeßt mir meine Traudel nicht
- 1958: Geschwader Fledermaus
- 1959: Ein ungewöhnlicher Tag
- 1959: Die Dame und der Blinde (TV)
- 1960: Flucht aus der Hölle (TV)
- 1960: Zu jeder Stunde
- 1960: Das Zaubermännchen (nur Co-Regie)
- 1961: Schneewittchen
- 1962: Tempel des Satans (TV)
- 1963: Mord in Riverport (TV)
- 1963: Zauberhafte Melodien (TV)
- 1964: Sieh den Menschen (TV)
- 1964: Viel Lärm um nichts
- 1965: Die antike Münze
- 1965: Risiko (TV)
- 1965: Köpfchen Kamerad (TV)
- 1966: Ein Mann zuviel (TV)
- 1967: Das Tal der sieben Monde
- 1967: Gajaneh (TV)
- 1967: Begegnungen (TV)
- 1967: Dornröschen (TV)
- 1968: Die kleine Eisrevue (TV)
- 1969: Zauber auf dem Eis (TV)
- 1969: Minna von Barnhelm oder Das Soldatenglück (TV)
- 1970: Hart am Wind
- 1971: Pygmalion XII (TV)
- 1972: Der Adjutant (TV)

## Auszeichnung
Anders erhielt am 25. Mai 1952 für den Dokumentarfilm Freundschaft siegt als Teil des Filmkollektivs den Heinrich-Greif-Preis I. Klasse. Für seine Arbeit an den satirischen Kurzfilmen der Reihe Das Stacheltier wurde er, ebenfalls im Kollektiv, 1954 mit dem Heinrich-Greif-Preis III. Klasse ausgezeichnet.